# Переможець, що підлаштовується
Переможець, що підлаштовується (англ. Adjusted Winner procedure) — процедура розв'язку задачі справедливого поділу, що була запропонована американськими науковцями С.Брамсом та А.Тейлором у 90-і роки XX століття.

## Опис
Предмет поділу оцінюється кожним гравцем згідно з його суб'єктивним сприйняттям та поділяється на основі отриманого рейтингу.

## Приклад
Нехай об’єднання працедавців та профспілок найманих працівників обговорюють трудову угоду, що містить 6 пунктів: підвищення заробітної платні на початку року, величина мінімальної заробітної платні, доля медичної страховки, що її повинен сплачувати працедавець, пенсійний вік, розмір надбавки за вислугу років та допомога, що виплачується при звільненні.
Рішення, прийняті гравцями, представлені у таблиці:
| № | Проблема                  | Рішення, що пропонується | Рішення, що пропонується |
| № | Проблема                  | працедавцем              | профспілкою              |
| - | ------------------------- | ------------------------ | ------------------------ |
| 1 | підвищення зарплатні      | 10%                      | 15%                      |
| 2 | мінімальна зарплатня      | 1500                     | 2000                     |
| 3 | мед. страхування          | 50%                      | 75%                      |
| 4 | пенсійний вік             | 60                       | 55                       |
| 5 | надбавка за вислугу років | 600                      | 1000                     |
| 6 | допомога при звільненні   | трьохмісячна зарплатня   | шестимісячна зарплатня   |

Як видно з таблиці, розв'язки гравців розходяться за усіма пунктами.
Розв'язок за принципом «переможець, що підлаштовується» пропонує таке:
1. Кожен гравець розподіляє 100 балів між проблемними пунктами (найбільша кількість балів отримує найважливіший з погляду гравця пункт)
2. У кожному рядку суддею обирається (відмічається) елемент з максимальним значенням
3. Підраховується сума виграних балів.

| № | Проблема                  | Рішення, що пропонується | Рішення, що пропонується |
| № | Проблема                  | працедавцем              | профспілкою              |
| - | ------------------------- | ------------------------ | ------------------------ |
| 1 | підвищення зарплатні      | 10                       | 5                        |
| 2 | мінімальна зарплатня      | 35                       | 40                       |
| 3 | мед.страхування           | 15                       | 20                       |
| 4 | пенсійний вік             | 15                       | 10                       |
| 5 | надбавка за вислугу років | 15                       | 5                        |
| 6 | допомога при звільненні   | 10                       | 20                       |

| № | Проблема                  | Рішення, що пропонується | Рішення, що пропонується |
| № | Проблема                  | працедавцем              | профспілкою              |
| - | ------------------------- | ------------------------ | ------------------------ |
| 1 | підвищення зарплатні      | 10                       | 5                        |
| 2 | мінімальна зарплатня      | 35                       | 40                       |
| 3 | мед.страхування           | 15                       | 20                       |
| 4 | пенсійний вік             | 15                       | 10                       |
| 5 | надбавка за вислугу років | 15                       | 5                        |
| 6 | допомога при звільненні   | 10                       | 20                       |
|   | Сума балів                | 40                       | 80                       |

Якщо суми для всіх гравців збігаються, то розв'язок гри знайдено. У наведеному прикладі суми балів не збігаються і, відповідно, такий розв'язок не задовольняє умові рівноцінності.
На цьому етапі і починається «підлаштування» шляхом перерозподілу частки того, хто отримав більше на користь того, хто отримав менше. Потрібно відмітити, що в цій частині потрібно працювати тільки з тими пунктами, що можуть бути поділені.